# Teylers Tweede Genootschap

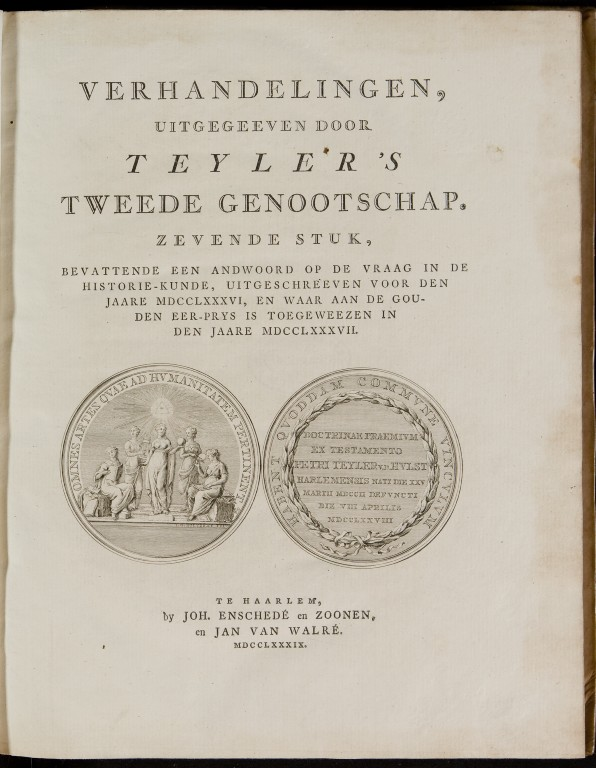
A Verhandelingen van Teylers Tweede Genootschap (A második Teylers társaság éljárásai) címoldala

A Teylers Tweede Genootschap (magyarul: Teyler második társasága) vagy más néven Wetenschappelijk Genootschap (magyarul: Tudományos társaság) egyike a Teylers Stichting által alapított két társaságnak (a másik a Teylers Eerste Genootschap).

## Története
1778-ban alapította a gazdag holland mecénás Pieter Teyler van der Hulst a művészetek és a tudományos kutatás támogatására. A társaság érdeklődési körébe tartozik a fizika, biológia, irodalom, történelem, művészettörténet és numizmatika. A társaság első hat tagja Gerrit Willem van Oosten de Bruijn, Cornelis Elout, Jan Bosch, Johannes Enschedé, Jean le Clé és Bernardus Vriends volt. A társaság első feladata egy tudományos, a kor szellemének megfelelően esszéíró verseny megszervezése volt. A nyertes kitüntetését Johann Georg Holtzhey éremművész készítette. Az első nyertes Martinus van Marum volt 1778-ban Phlogisteerde en niet-phlogisteerde lucht című írásával, amelyben a flogisztonelméletet cáfolta. A társaság napjainkban is támogatja a tudományos kutatást a verseny megrendezése által.